# Voyage à motocyclette
Voyage à motocyclette est un carnet de voyage signé Ernesto Rafael Guevara de la Serna.  Il retrace le voyage qu'ont fait les deux amis argentins (lui et Alberto Granado) à travers l'Amérique latine en 1951. Les deux amis feront un autre voyage en 1953. Comme le livre Sur la route avec Che Guevara, il a servi de base au film de Walter Salles Carnets de voyage.
La motocyclette utilisée était une Norton 500, surnommée "Poderosa".

## Présentation
Le Voyage à motocyclette est considéré comme un classique des récits initiatiques à la fois personnel et politique. D'abord présenté comme par l'éditeur Verso comme « la rencontre  du Capital et d'Easy Rider, Voyage à motocyclette a été classé parmi les bestsellers du New York Times  à plusieurs reprises.
De passage à Caracas, Che Guevara tient des propos racistes : « Les Noirs, ces représentants de la splendide race africaine qui ont gardé leur pureté raciale grâce à leur manque de goût pour le bain, ont vu leur territoire envahi par un nouveau type d’esclaves : les Portugais. Et ces deux vieilles races ont commencé leur dure vie commune, émaillée de querelles et de mesquineries de toutes sortes. Le mépris et la pauvreté les unit dans leur lutte quotidienne, mais la façon différente dont ils envisagent la vie les sépare complètement. Le Noir, indolent et rêveur, dépense ses sous en frivolités ou en « coups à boire », l’Européen a hérité d’une tradition de travail et d’économies qui le poursuit jusque dans ce coin d’Amérique et le pousse à progresser, même au détriment de ses aspirations individuelles ».